# Faique Quemado
Faique Quemado es una localidad peruana ubicada en el distrito de Marcavelica, perteneciente a la provincia de Sullana del departamento de Piura, al norte del Perú.

## Demografía
En el 2017 Faique Quemado tenía una población de 31 habitantes.
| Gráfica de evolución demográfica de Faique Quemado entre 1993 y 2017 |
|                                                                      |
| Fuentes: Población 1993 y 2017                                       |